# Рио-Платано (река)
Рио-Платано (исп. Rio Plátano — «банановая река») — река в Гондурасе, протекает по департаментам Грасьяс-а-Дьос и Колон (район Ла-Москития). Длина — 100 км. Площадь водосборного бассейна — более 1300 км². Впадает в Карибское море на Москитовом берегу.
Рио-Платано протекает через территорию биосферного заповедника Рио-Платано, который был назван по имени реки. Две трети длины реки в заповеднике её течение проходит через горы и имеет полосы бурлящей, пенистой воды. В лесном ущелье после водопада река уходит под массивные валуны. 45 километров река извивается по низменности, образуя пойменные болота, старицы и естественные дамбы, которые используются под небольшие сельскохозяйственные угодия. Основные притоки — Бальтильтук, Сулавала, Васавала, Куямель, Гуасипин, Соррильо, Чильмека.
Водосборный бассейн реки, размером 15 на 150 км, входящий в биосферный заповедник, включает один из немногих сохранившихся в Центральной Америке массивов влажного тропического леса. Вдоль реки произрастает широколиственный галерейный лес, который достигает 30-40 метров. В лесу произрастают пахира водная, калофиллум бразильский, бальса, albizia carbonaria, luehea seemannii, а также растения из родов фикус, инга, цекропия, лонхокарпус, геликония.
В 2017 году биологи из международного общества сохранения природы исследовали водораздел Рио-Платано в тропическом лесу с целью каталогизации обитающих здесь видов. В ходе исследования было выявлено 22 вида животных и растений, ранее не зарегистрированных в Гондурасе, среди них 3 вида животных, ранее считавшихся исчезнувшими в этом регионе — коралловая мимическая змея, бледнолицая летучая мышь, жуки-скакуны.
На берегах Рио-Платано найдены петроглифы, которые предположительно принадлежат неизвестной доколумбовой цивилизации.